# De Lesseps River
De Lesseps River är ett vattendrag i Kanada.   Det ligger i provinsen Ontario, i den sydöstra delen av landet, 1 300 km nordväst om huvudstaden Ottawa.
I omgivningarna runt De Lesseps River växer i huvudsak blandskog. Trakten runt De Lesseps River är nära nog obefolkad, med mindre än två invånare per kvadratkilometer.